# Ernstichthys
Ernstichthys es un género de peces de la familia Aspredinidae en el orden de los Siluriformes.

## Especies
Las especies de este género son:
- Ernstichthys anduzei Fernández-Yépez, 1953
- Ernstichthys intonsus D. J. Stewart, 1985
- Ernstichthys megistus (Orcés-V., 1961)